# Iris van Herpen

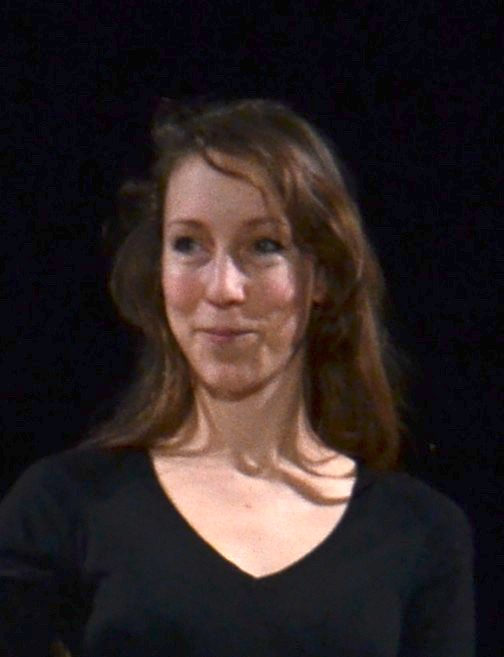
Iris van Herpen 2012

Iris van Herpen (* 5. Juni 1984 in Wamel, Niederlande) ist eine niederländische Modedesignerin.

## Leben
Van Herpen, die sich ursprünglich für Tanz interessierte, studierte bis 2006 Modedesign an der Akademie für Bildende Künste Arnhem (ArtEZ) und arbeitete danach als Praktikantin u. a. bei Alexander McQueen in London und Claudy Jongstra in Amsterdam. 2007 gründete sie ihr eigenes Modelabel Iris van Herpen, unter dem sie sowohl Haute Couture als auch tragbare Mode für Frauen (Prêt-à-porter) vermarktet. Darüber hinaus entwirft sie gelegentlich Kostüme für Tanzdarbietungen oder für die Bühnenshows von Künstlerinnen wie Björk (etwa für die Biophilia-Tour) oder Lady Gaga. Im Juli 2011 wurde sie Gastmitglied des renommierten Pariser Chambre Syndicale de la Haute Couture. Angesehene Modezeitschriften wie Vogue, Harper’s Bazaar oder Dazed & Confused berichten über ihre Kreationen. Das TIME Magazine würdigte ein von ihr entworfenes, im 3D-Druck hergestelltes Kleid als eine der „fünfzig besten Erfindungen des Jahres 2011“.

## Stil
Die Kreationen Iris van Herpens werden in der Fachwelt als avantgardistisch, innovativ und experimentell rezipiert und im „Grenzgebiet von Kunst, Design und Mode“ verortet. Dabei kommen in der Kleidermode eher ungebräuchliche Materialien wie Polyamid, Acrylglas oder Lonarit und Fertigungsverfahren wie Rapid Prototyping und 3D-Druck zur Anwendung. Die Resultate sind „sowohl organisch als futuristisch anmutende skulpturale Effekte mit verblüffend visueller Wirkung“.

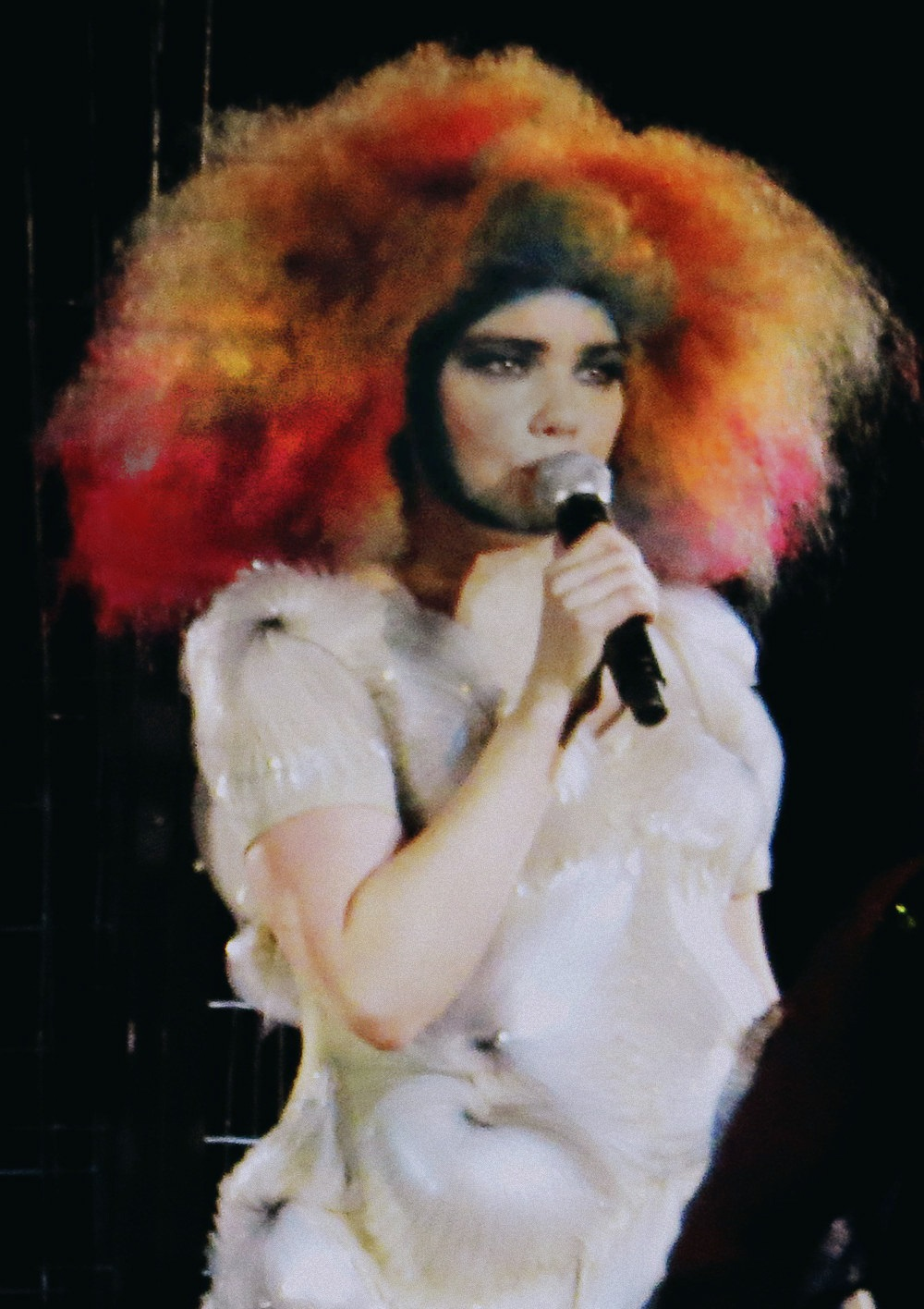
Björk, Biophilia-Tour
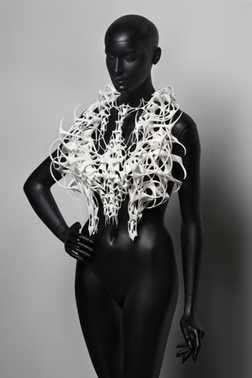
Stola (3D-Druck), 2011
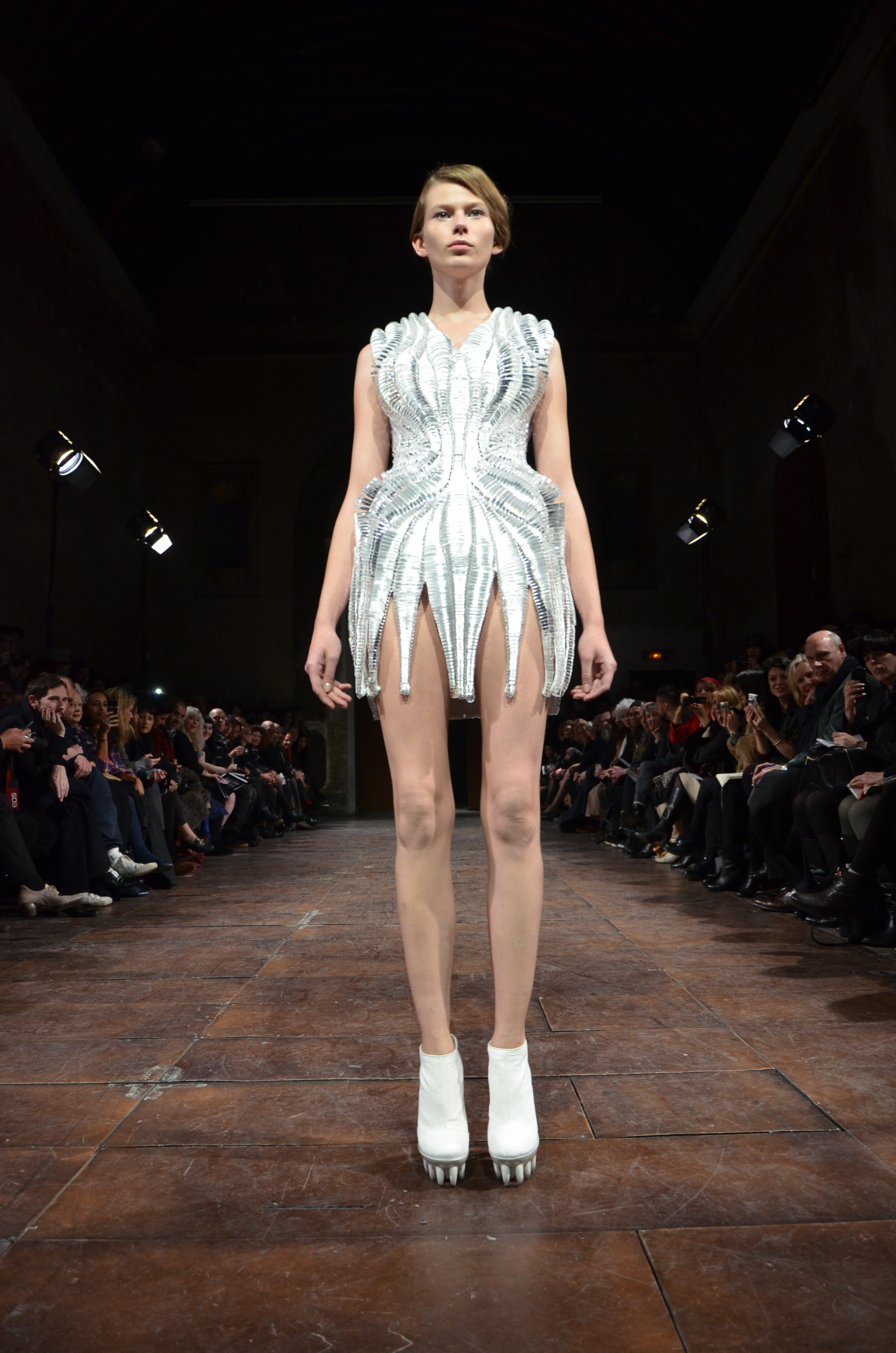
Haute Couture, 2012
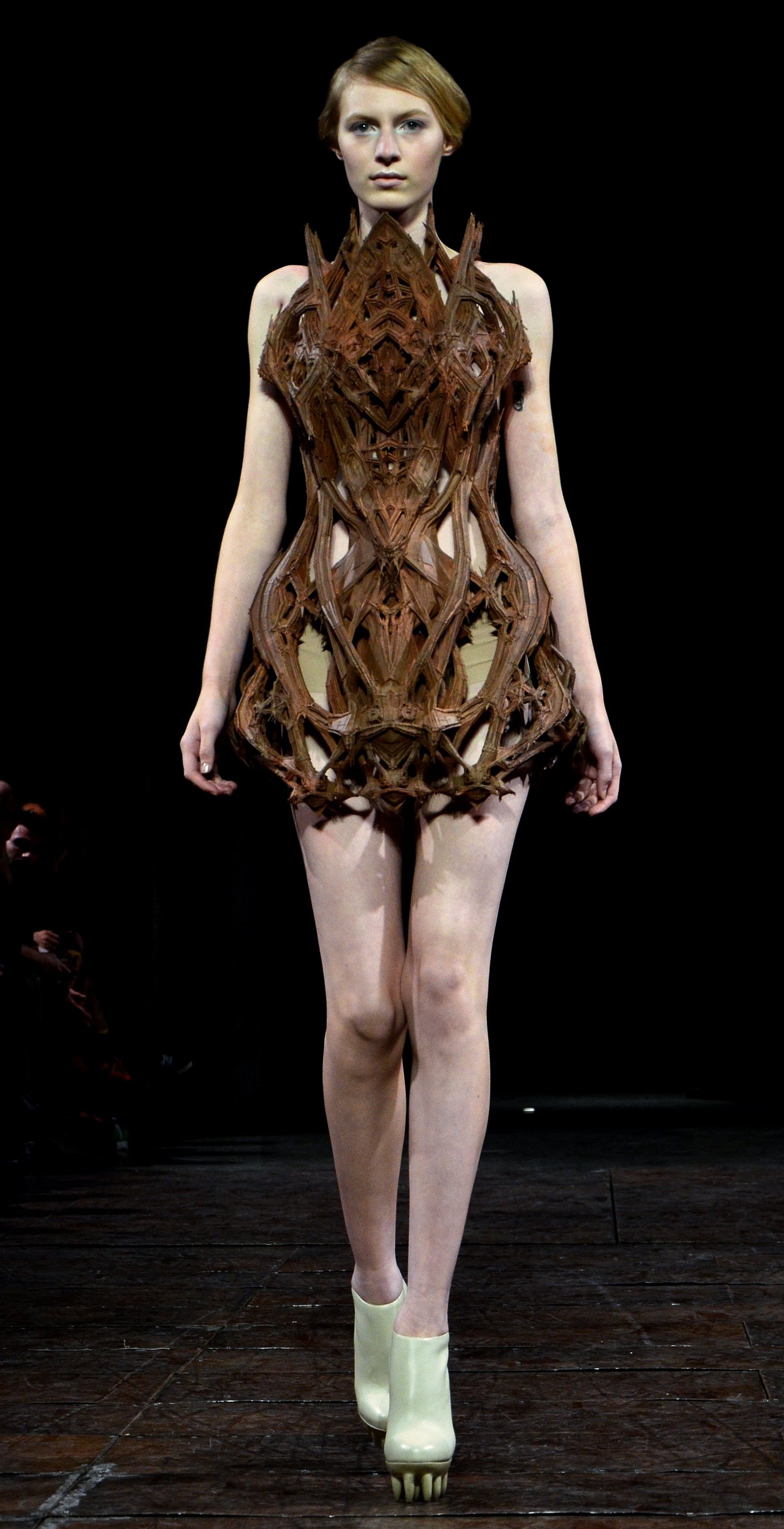
Haute Couture, 2012
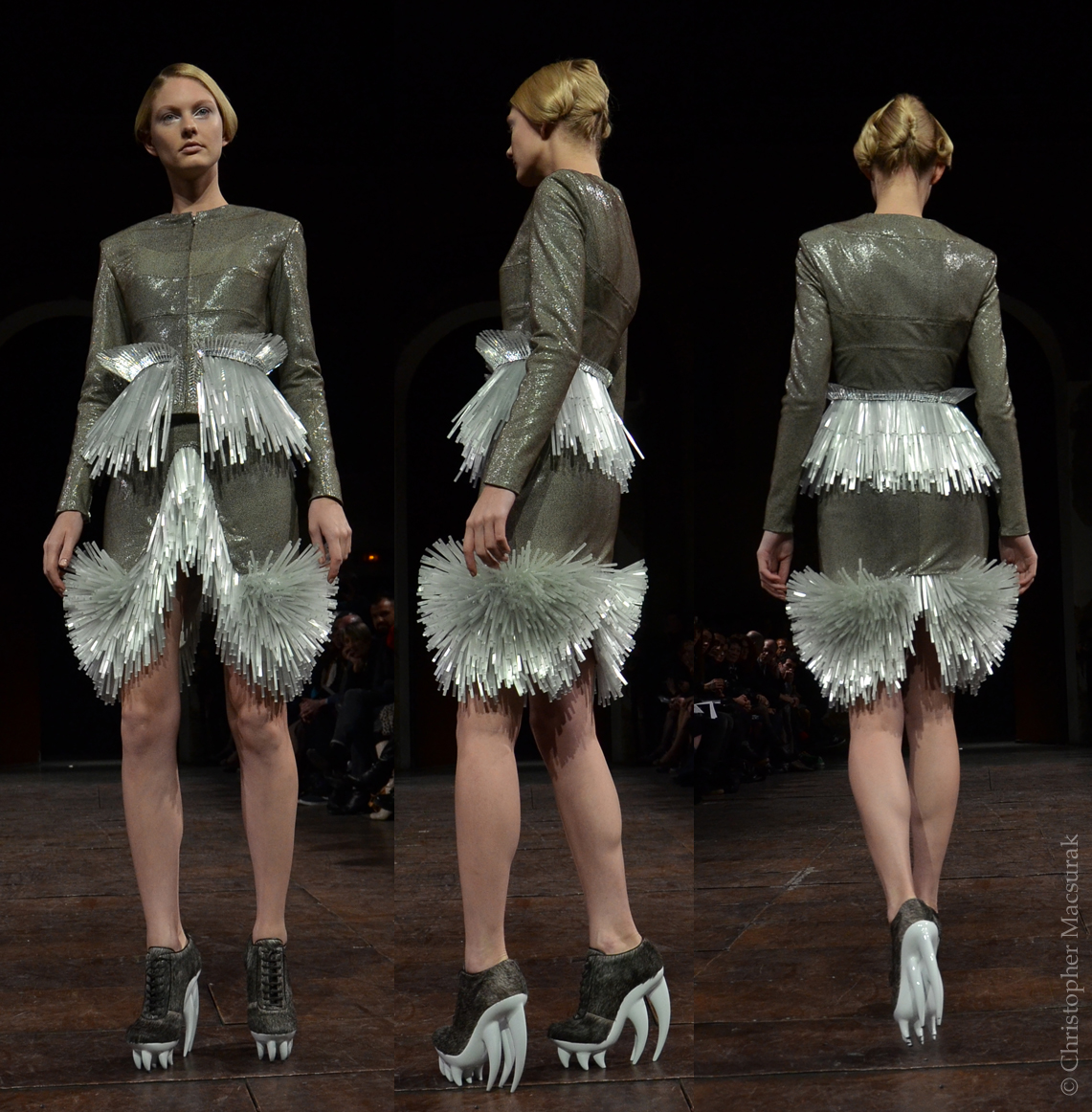
Haute Couture, 2012
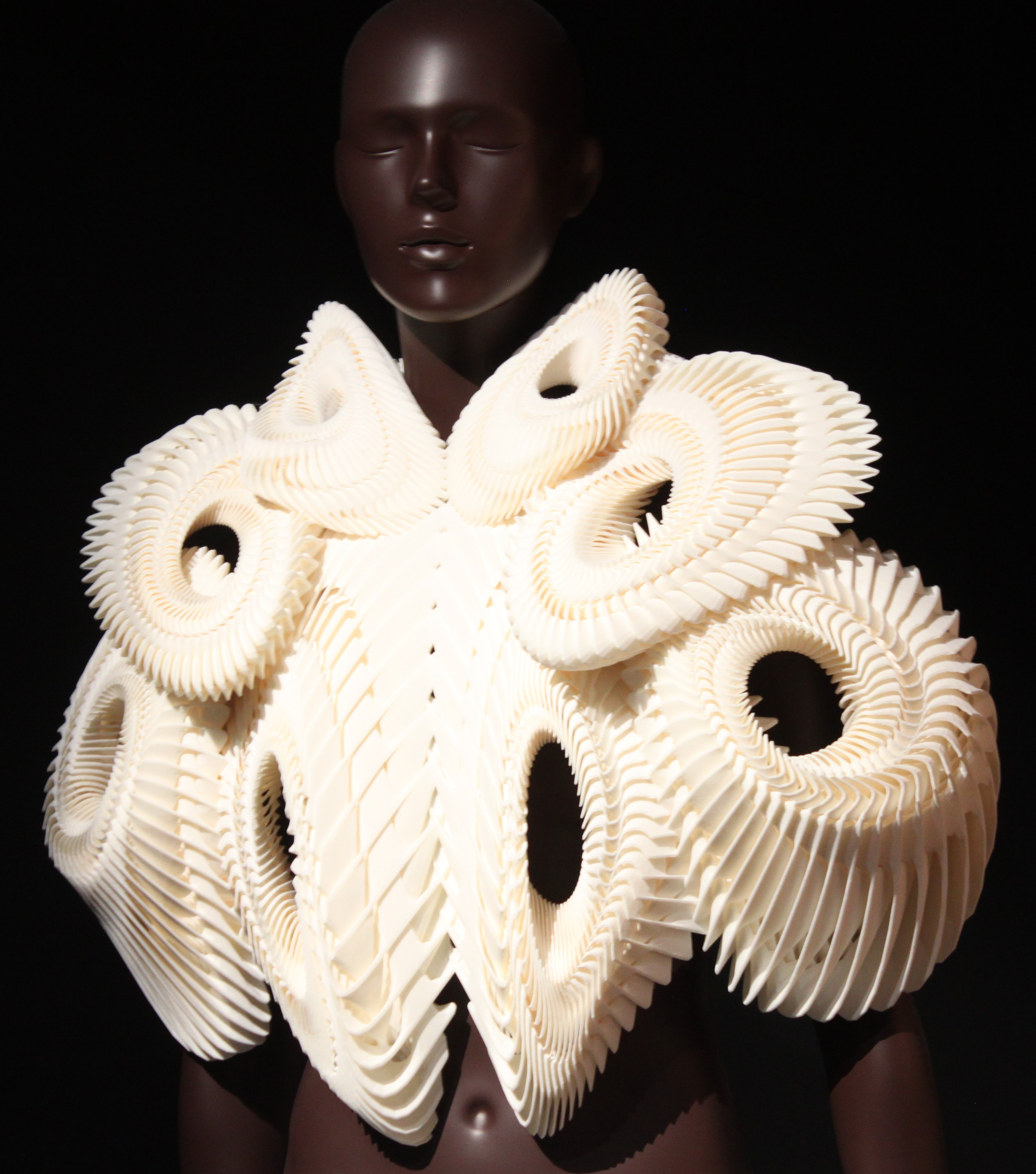
Sculpting the Senses-Ausstellung, 2023
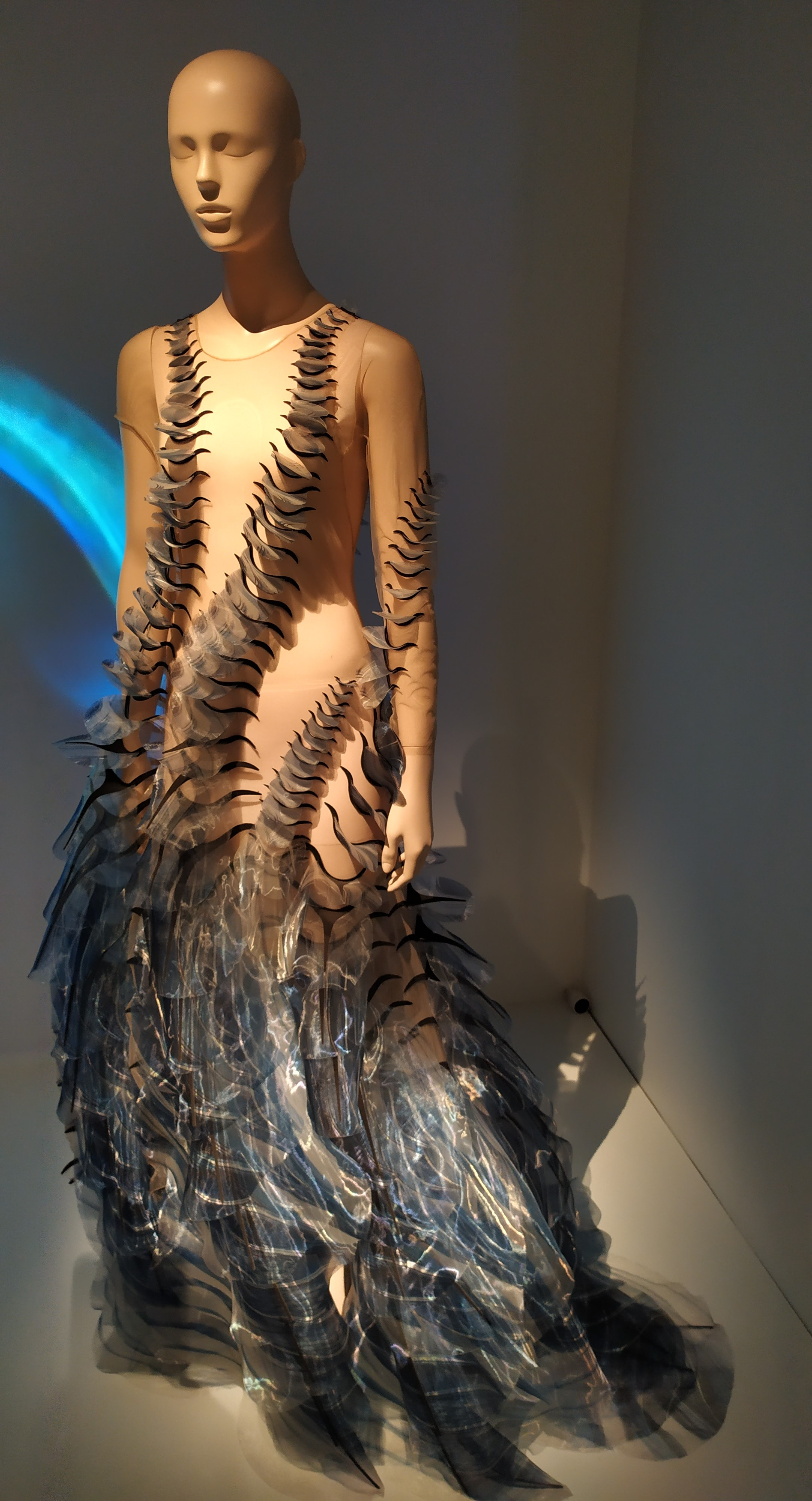
Sculpting the Senses, 2023

## Kollektionen
Die bisherigen Kollektionen van Herpens wurden auf international renommierten Modenschauen gezeigt:
- FRAGILE FUTURITY – Juli 2007, Amsterdam Fashion Week
- CHEMICAL CROWS – Januar 2008, Amsterdam Fashion Week
- REFINERY SMOKE – Juli 2008, Amsterdam Fashion Week
- MUMMIFICATION – Januar 2009, Amsterdam Fashion Week
- RADIATION INVASION – September 2009, London Fashion Week
- SYNESTHESIA – Februar 2010, London Fashion Week
- CRYSTALLIZATION – Juli 2010, Amsterdam Fashion Week
- CAPRIOLE – Juli 2011, Paris Haute Couture Week
- MICRO – Januar 2012, Paris Haute Couture Week
- HYBRID HOLISM – Juli 2012, Paris Haute Couture Week
- VOLTAGE – Januar 2013, Paris Haute Couture Week
- WILDERNESS EMBODIED – Juli 2013, Paris Haute Couture week
- EMBOSSED SOUNDS – Oktober 2013, Paris Fashion Week
- BIOPIRACY – März 2014, Paris Fashion Week
- MAGNETIC MOTION – September 2014, Paris Fashion Week
- HACKING INFINITY – März 2015, Paris Fashion Week
- QUAQUAVERSAL – Oktober 2016, Paris Fashion Week

## Auszeichnungen
Van Herpen wurde für ihre Kreationen mit zahlreichen Preisen ausgezeichnet. Neben den Dutch Design Awards in den Jahren 2009, 2010 und 2013 waren dies bisher:
- 2009 – Dutch Media Awards
- 2010 – Dutch Accessory Awards
- 2010 – Dutch Fashion Incubator Awards
- 2010 – Mercedes-Benz Dutch Fashion Awards
- 2013 – Golden Eye Award
- 2013 – Marie Claire prix de la mode (best Dutch Designer)
- 2014 – ANDAM Awards Grand Prix
- 2015 – Marie-Claire Prix de la mode (best dutch conceptual designer)

## Ausstellungen
Mehrfach wurden der Arbeit Iris van Herpens bereits Einzelausstellungen gewidmet:
- 2011 – The New Craftsmanship. Iris van Herpen and her inspiration. Centraal Museum Utrecht (Niederlande)
- 2012 – Iris van Herpen. SIEN, exhibition and an exclusive selection of Iris van Herpen. Antwerpen (Belgien)
- 2012 – Iris van Herpen. Groninger Museum (Niederlande)
- 2013 – Einzelausstellung mit einem Überblick über alle Kollektionen. Museum Cite-Dentelle, Calais (Frankreich)
- 2014 – Einzelausstellung mit einem Überblick über alle Kollektionen. Borås (Schweden)
- 2015 – Iris van Herpen – Transforming Fashion. High Museum of Art, Atlanta (USA)

Darüber hinaus war sie Teilnehmerin an zahlreichen Gruppenausstellungen, u. a. in Paris, London, Tokyo, Shanghai, New York, Berlin und Amsterdam.